# Euphorbia heyneana
Euphorbia heyneana es una especie fanerógama perteneciente a la familia de las euforbiáceas.  Es originaria de la India.

## Taxonomía
Euphorbia heyneana fue descrita por Curt Polycarp Joachim Sprengel y publicado en Systema Vegetabilium, editio decima sexta 3: 791. 1826.
Etimología
Euphorbia: nombre genérico que deriva del médico griego del rey Juba II de Mauritania (52 a 50 a. C. - 23), Euphorbus, en su honor – o en alusión a su gran vientre –  ya que usaba médicamente Euphorbia resinifera. En 1753 Carlos Linneo asignó el nombre a todo el género.
heyneana: epíteto otorgado  en honor de Benjamin Heyne (1770 - 1819), naturalista y misionero moravo quien recolectó plantas en la India.
Variedades aceptadas
- Euphorbia heyneana subsp. galioides (Boiss.) Panigrahi
- Euphorbia heyneana subsp. nilagirica (Miq.) Panigrahi

Sinonimia
- Chamaesyce heyneana (Spreng.) Soják
- Euphorbia bombaiensis Santapau
- Euphorbia dissimilis Cordem.
- Euphorbia heyneana subsp. heyneana
- Euphorbia microphylla B.Heyne ex Roth
- Euphorbia orbiculata Miq.
- Euphorbia serpens var. indica Engelm. ex Boiss.
- Euphorbia wallichiana Boiss.[5][6]